# Тукулер

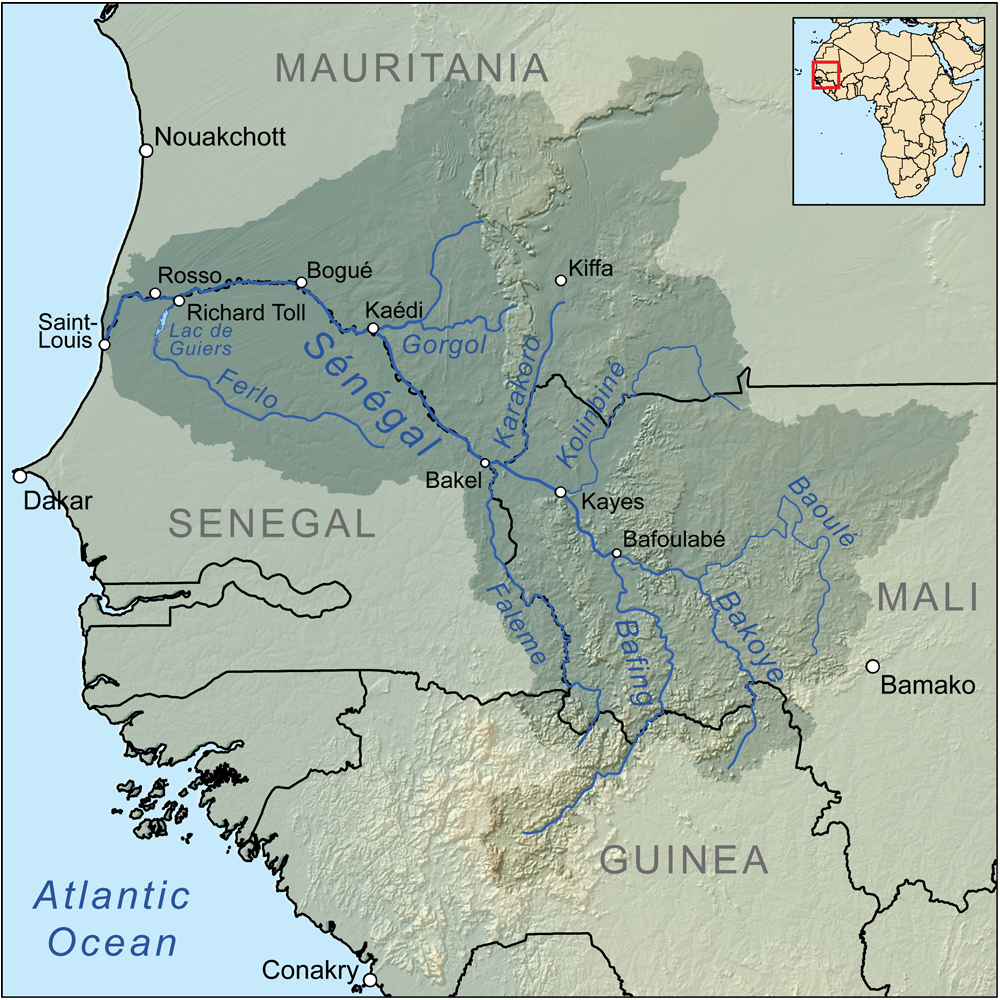

Тукулер (халь-пуларен) — західноатлантичний народ на південному заході Мавританії — 95 тис. осіб; Сенегалі — 630 тис. осіб; східних районах Гамбії (10 тис. осіб); невеликі групи в Малі, Гвінеї та Гвінеї-Бісау.
Часто в етнографічній літературі тукулер не виділяються в окремий народ, а подаються в складі фульбе- це викликано тим, що тукулер за походженням і мовно дуже близькі до фульбе, і фактично являють одну з субетнічних груп фульбе, що осіла в сучасних Сенегалі та Мавританії.

## Традиційні заняття
Тукулер — осілі землероби (просо, сорго); скотарство розвинуте слабко; поширене рибальство (у річці Сенегал).
Ремесла — ткацтво, чинбарство, обробка металів і дерева, ювелірне тощо.

## Соціальна організація і релігія
Зберігають кастову спеціалізацію, хоча шириться відхідництво.
Основи соціальної організація — велика родина і рід.
Тукулер — ревні мусульмани-сунніти, що здавна поширюють іслам серед оточуючих народів; з їх лав походять лідери мусульманських орденів — марабути, впливові і заможні люди у суспільстві.